# Antonella Salvietti
Antonella Salvietti (L'Alguer, 27 d'octubre de 1924 – 6 de juny de 2006) és estat una escriptora i activista cultural algueresa en llengua catalana. És estat secretària del Centre d'Estudis Algueresos durant lo decenni del 1960, temps durant lo qual ha fundat lo cor musical d'aqueixa entitat i després, lo 1974, s'ha convertit en la sua presidenta.
Com a escriptora és estat assai premiada per diversos guardons de poesia algueresa: als Jocs Florals de l'Alguer del 1961 i del 1962, als de París del 1965, i també pel Premio Ozieri di Letteratura Sarda dels anys 1962, 1963, 1967 i 1969.

## Llegat
Després de la sua mort l'any 2006, lo 2013 és estat editada l'antologia poètica La Tercera Illa. Poesia Catalana de l'Alguer (1945-2013), una collidura de poesies alguereses a cura del poeta valencià Joan-Elies Adell, includida Salvietti. Lo 21 de març de 2019, amb motiu del Dia Mundial de la Poesia, les associacions Alguer Cultura i l'Obra Cultural de l'Alguer, tràmit d'una proposta de la UNESCO, han celebrat una recitació dedicada als més grans poetes algueresos del '900, entre los quals hi és Antonella Salvietti.